# 32222 Charlesvest
32222 Charlesvest è un asteroide della fascia principale. Scoperto nel 2000, presenta un'orbita caratterizzata da un semiasse maggiore pari a 2,7876148 UA e da un'eccentricità di 0,0681099, inclinata di 9,90236° rispetto all'eclittica.